# Lac Simon (Papineau)
Pour les articles homonymes, voir Lac-Simon.

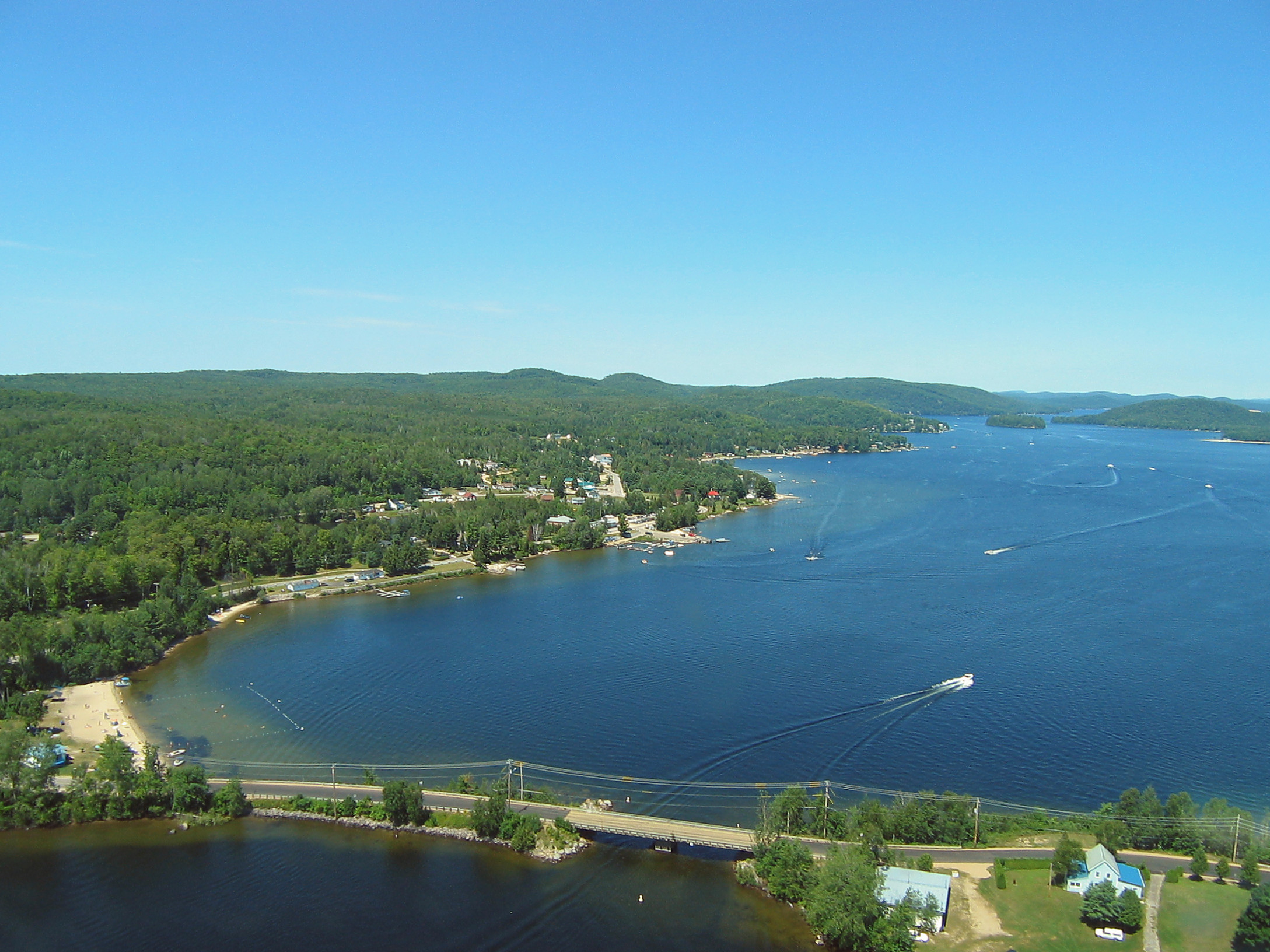
Le pont entre le Lac Simon et le Lac Barrière (vue aérienne)

Le lac Simon est un plan d'eau douce situé dans les municipalités de Lac-Simon (Papineau) et de Duhamel, tous deux, appartenant à la municipalité régionale de comté (MRC) de Papineau, dans la région administrative de l'Outaouais, au Québec, au Canada.
La villégiature a été grandement mise en valeur sur les terrains de le long de la rivière de la Petite Nation et en périphérie des principaux plans d'eau enlignés du nord au sud, dont les lacs Gagnon (altitude : 213 m), Simon (altitude : 208 m), Barrière (altitude : 208 m) et Viceroy (altitude : 213 m). Les équipements, les services et les activités récréotouristiques génèrent un important flux de visiteurs dans la région.

## Géographie
Long de 11,0 km et large de 3,8 km, le lac Simon est situé à 32 km au nord-ouest de Montebello (Québec), 47 km de Grenville (Québec) (face à Hawkesbury) et 69 km au nord-est de l'embouchure de la rivière Gatineau à Gatineau. Le lac est au sud du village de la municipalité de Duhamel (Québec) et au nord du village du Lac-Simon (Papineau).

### Bassin versant
Le lac est alimenté du côté nord par la rivière de la Petite Nation drainant un ensemble de plans d'eau dont deux grands lacs : lac Gagnon (altitude : 213 m) et le lac Preston (altitude : 214 m), situés dans la municipalité de Duhamel (Québec) et dans la Réserve faunique de Papineau-Labelle. La rivière Preston qui coule du nord en parallèle à la rivière de la Petite Nation et en traversant plusieurs lacs se déverse sur la rive Est de la rivière de la Petite Nation à 0,75 km en amont du lac Simon.
En plus de la rivière de la Petite Nation, le lac Simon s'approvisionne aussi du :
- côté est : le ruisseau Doré (s'alimentant au lac Doré dont l'altitude est de 260 m), la décharge du lac Levert (altitude : 263 m), la décharge du lac Lepage (altitude : 233 m), le ruisseau Raphaël-Pilon ;
- côté ouest : la décharge de deux petits lacs sans nom (altitude : 298 m chacun) qui se déversent dans la baie Blain sur la rive ouest du lac ; la décharge du lac Lafontaine (altitude : 224 m) ;
- côté ouest : le ruisseau des Iroquois lequel draine les eaux notamment du lac Iroquois (altitude : 254 m), du Chevreuil (altitude : 255 m) et Lafontaine (altitude : 263 m) ;
- côté nord : la décharge des lacs "de la Ferme", Baseline et "à Maurice".

### Caractéristiques du lac Simon
Le lac Simon est desservi par une route panoramique qui longe la rive ouest. Au nord du lac, le village de Lac-Simon (Papineau) est aménagé du côté ouest de la rivière de la Petite Nation qui à cet endroit contourne le village. Ce dernier est situé entre le lac de la Ferme (côté ouest) et le Petit lac Preston (côté est).
D'une longueur de 3,2 km, l'Île du Canard-Blanc domine dans la partie sud-ouest du lac Simon. Une montagne au centre de l'île culmine à 290 m. Sur l'île, le lac des Étoiles a une longueur de 220 m. Cette île comporte plusieurs dizaines de chalets dans sa partie nord. Le lac compte neuf autres petites îles.
Le lac Simon comporte la baie de la Ferme (au nord, à l'ouest de l'embouchure de la rivière de la Petite Nation), la "baie Saint-Laurent" sur la rive est, la baie Yelle au sud-est, la baie Blais au sud, et les baies de la rive ouest : la baie Lafontaine, la baie Blain, la baie Creuse et la baie de l'Iroquois. Plusieurs pointes sont désignées autour du lac : Pointe des Pères à l'est, Pointe Yelle au sud-est et les pointes sur la rive ouest : le cap Ferland, Cap Manitou, Pointe à Mousseau, Cap Rond et la pointe de la Statue.
Un isthme de 0,8 km de long s'avançant de la rive ouest sépare le lac Simon et le lac Barrière ; ce qui a permis l'aménagement d'un pont reliant les deux rives ; ce pont est situé du côté sud de la baie Blais (située sur la rive Est du lac Simon).

## Toponymie
Amable Leblanc est né en 1827 sur les bords de la rivière Matawan. Son père, était un métis de descendance amérindienne et sa mère était indienne originaire d'Oka. Amable épousa Marie-Louise Cimon, la nièce de Basile Outik, chef de la tribu indienne d'Oka. En 1845, le couple s'établit sur une île au centre d'un beau grand lac situé à 120 km milles au nord-ouest d'Oka, avec huit autres familles dont trois de la parenté de Marie-Louise Cimon. Dans ce secteur, la pêche et la chasse étaient abondantes. Depuis cette époque ce plan d'eau est désigné "lac des Cimon" par les habitants d'Oka, et ultérieurement ceux de Montebello. Ce patronyme se transforma avec l'usage populaire en "lac Simon".
Le plan du canton de Hartwell en 1852 de l'arpenteur Charles-Joseph Bouchette désigne ce plan d'eau sous la graphie « Grand Lac or Lake Simon. Une attestation datée de 1863 désigne ce plan d'eau « Lac Barrière ». En 1884, le rapport d'arpentage de N.-C. Mathieu du canton de Preston, fait référence à la double dénomination de Barrière ou Simon. Ultérieurement, la partie nord du lac a été désignée "lac Simon". La partie sud du plan d'eau continua d'être désignée par le toponyme lac Barrière. Au XXe siècle, les deux toponymes désignant distinctement ces deux lacs connexes étaient bien ancrés dans l'usage populaire. En 1906, l'historien Pierre-Georges Roy publia dans l'ouvrage "Les noms géographiques de la province de Québec", le motif d'attribution du toponyme "Lac Simon".
Le toponyme "lac Simon" a été officialisé le 5 décembre 1968 à la Banque des noms de lieux de la Commission de toponymie du Québec.

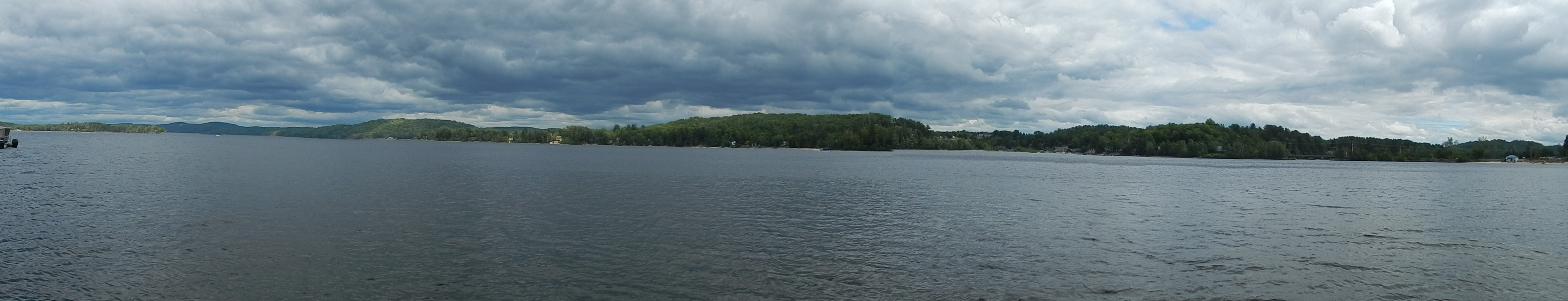
Panorama du lac Simon à partir du quai municipal